# PM10
As PM10 são um tipo de partículas inaláveis, de diâmetro inferior a 10 micrómetros (µm), e constitui um elemento de poluição atmosférica. Podem penetrar no aparelho respiratório, provocando inúmeras doenças respiratórias e algumas podem ainda entrar na corrente sanguínea, provocando doenças cardíacas graves, como paragens cardiovasculares. Estas partículas apresentam uma eficiência de corte (50%) para um diâmetro aerodinâmico de 10μm.